# 交通学院站
交通学院站是哈尔滨轨道交通1号线的车站，位于东直路，本站在2013年9月26日开通使用。
车站临近黑龙江工程学院东区。由于本站和以哈尔滨工程大学命名的工程大学站位于同一线路且位置较近，本站使用黑龙江工程学院的前身“黑龙江交通学院”来命名以避免混淆。因地铁隧道周边地质条件整治与设备系统改造，本站目前处于停运状态。
交通学院站位于东直路下，太平南二道街与太平南三道街之间。车站附近有道外公安分局、黑龙江工程学院、太平公园、建伟小学、市国税稽查局等，最近的公交车站为道外公安分局站。

## 结构
交通学院站为岛式站台地下车站。本站有联络线通往太平桥车辆段。
| 地面              | 出入口 | 1-4出入口 |
| 地下一层          | 站厅   | 客服中心、自动售票机、验票机                                                                                    |
| 地下二层          | 站台层 | \| \| \| █ 1号线往新疆大街（太平桥） \| \| 島式 · 開左邊车门 \| \| \| \| \| \| █ 1号线往哈尔滨东站（桦树街） \| |
|                   |        | █ 1号线往新疆大街（太平桥）                                                                                     |
| 島式 · 開左邊车门 |        | |
|                   |        | █ 1号线往哈尔滨东站（桦树街）                                                                                   |

## 车站周边
- 黑龙江工程学院

## 外链
- 哈尔滨地铁网交通学院站